# تیم ملی هندبال بحرین
تیم ملی هندبال بحرین نمایندهٔ کشور بحرین در مسابقات بین‌المللی ورزش هندبال است.